# Sébastien Vaniček
Sébastien Vaniček est un réalisateur et scénariste français. Après plusieurs courts métrages, il rencontre un succès critique et public avec son premier long métrage, le film d'horreur Vermines sorti en 2023.

## Biographie
Sébastien Vaniček est originaire de Noisy-le-Grand en Seine-Saint-Denis. Avec le caméscope familial, il filme divers sujets dont des insectes. Il filme ensuite de nombreux courts métrages amateurs et découvre le cinéma notamment avec Gladiator de Ridley Scott. En 2012, il réalise Marave Nachave, un moyen métrage de 50 minutes autoproduit narrant l'histoire d’un boxeur. Sébastien Vaniček fait ensuite la connaissance du producteur-scénariste Étienne Ement, qui développe divers projets en Seine-Saint-Denis,. Étienne Ement produit son court-métrage Mayday (2015). Coécrit par Mathieu Abes, Mayday est présenté dans de nombreux festivals et y remporte plusieurs prix.
Pour son projet suivant, un nouveau court intitulé Crocs, il parvient à obtenir un budget plus conséquent. Diffusé en 2018, le court métrage avec Olivier Barthélémy met en scène des combats de chiens. Il reçoit de bonnes critiques dans les festivals. Fort de cet accueil, Sébastien Vanicek décide se consacrer désormais pleinement à sa carrière cinématographique,. Il dirige ensuite Jérôme Niel dans le court métrage Pas Bouger, diffusé en 2021.
Il réalise ensuite son premier long métrage, le film d'horreur Vermines. Le tournage débute en 2022 et se déroule dans les arènes de Picasso, dans sa ville natale de Noisy-le-Grand,. Le film met en scène Théo Christine dans le rôle de Kaleb. Ce dernier, qui habite la banlieue parisienne, est en conflit avec son meilleur ami et sa sœur et traverse une période de solitude. Passionné d'animaux exotiques, il fait l'acquisition d'une araignée venimeuse qui va échapper à sa vigilance et propager son espèce dans tout l'immeuble. Placés à l'isolement, les habitants doivent faire face à des araignées dont la taille s'accroît. Le film est présenté en avant-première à la semaine de la critique en parallèle de la Mostra de Venise 2023. Vermines reçoit des critiques majoritairement positives. Le site web spécialisé Abus de ciné décrit un film « d'une redoutable efficacité [...] ne lésinant pas sur les mouvements brusques, un montage serré ou la caméra portée, et osant même quelques plans marquants » et « se terminant en apothéose. » Le célèbre écrivain horrifique Stephen King, maître du genre de l'horreur, plébiscite également le film en le qualifiant d'effrayant, dégoûtant et bien fait. Produit pour un budget de 5 millions d'euros, le film réalise par ailleurs de bonnes performances au box-office français, avec 268 940 entrées. Le film est même diffusé — sous le titre Infested — sur la plateforme américaine Shudder.
En février 2024, il est annoncé que Sébastien Vaniček a été choisi par Sam Raimi pour réaliser le 6e film de sa saga Evil Dead. Malgré plusieurs sollicitations hollywoodiennes, le cinéaste avoue avoir été séduit par ce projet de Sam Rami et Ghost House Pictures qui lui laisse une liberté artistique comme il l'explique en interview à Première : « L’équipe Ghost House avait une réelle envie de bosser avec moi, à ma manière. Et quand ils m'ont proposé de réfléchir à un film Evil Dead, j'ai posé mes exigences : tourner avec mes techniciens, faire la post-production en France, écrire le scénario... Ça tombait bien, c'était leur idée était que ce soit un film 100 % original, dont j'aurais la maîtrise totale. Sam Raimi est un producteur très protecteur de la vision des gens avec qui il travaille. » Il impose notamment la présence au scénario de Florent Bernard, son coauteur sur Vermines. Sébastien Vaniček déclare qu'il veut apposer sa propre patte sur la saga Evil Dead, à l'instar de James Cameron avec la saga Alien et son film Aliens, le retour (1986). Le jeune réalisateur explique avoir été motivé par Alexandre Aja, qui avait lui aussi collaboré avec Sam Rami et Ghost House Pictures. En décembre 2024, il est révélé que le film s'intitulera Evil Dead Burn et qu'il est un spin-off de la saga principale. Le réalisateur précise qu'il souhaite continuer à développer en parallèle des projets « 100 % français ».

## Filmographie
Sauf indication contraire, les informations mentionnées dans cette section peuvent être confirmées par les bases de données cinématographiques IMDb et Allociné,  présentes dans la section « Liens externes ».
- 2015 : 299 792 458 m/s (court métrage) (uniquement réalisateur)
- 2015 : Mayday (court métrage) (réalisateur et scénariste)
- 2018 : Crocs (court métrage) (réalisateur et scénariste)
- 2021 : Pas Bouger (court métrage) (réalisateur et scénariste)
- 2023 : Vermines (réalisateur et scénariste)
- 2026 : Evil Dead Burn (réalisateur et scénariste) Date sujette à modification

## Distinctions principales
Source : Internet Movie Database.

### Récompenses
- Festival international du film fantastique de Catalogne 2023 : prix spécial du jury pour Vermines
- Fantastic Fest 2023 : meilleur film et meilleur réalisateur pour Vermines

### Nominations
- Festival international du film fantastique de Catalogne 2023 : meilleur film pour Vermines
- César 2024 : meilleur premier film pour Vermines[13]